# 2010-es labdarúgó-világbajnokság-selejtező (UEFA – 5. csoport)
A 2010-es labdarúgó-világbajnokság európai 5. selejtezőcsoportjának mérkőzéseit, és a csoport végeredményét tartalmazó lapja. A csoport sorsolását 2007. november 25-én tartották a dél-afrikai Durbanban. A csoportban körmérkőzéses, oda-visszavágós rendszerben játszottak egymással a labdarúgó-válogatottak. A csoportelső automatikus résztvevője lett a 2010-es labdarúgó-világbajnokságnak, a csoport második helyezett csapata csak úgy játszhatott pótselejtezőt, ha a másik nyolc csoportban legalább egy válogatottnál jobb lett a csoport első öt helyezettje elleni összeredménye.
A csoportban Spanyolország mellett Törökország, Belgium, Bosznia-Hercegovina, Örményország és Észtország szerepelt.
A mérkőzések időpontjairól 2008. január 8-án egyeztettek a selejtezőcsoportban szereplő labdarúgó-válogatottak képviselői Spanyolországban. A selejtezőcsoport programja elkészült, azonban az órákkal később érkező bosnyák képviselők elvetették azt. Mivel a mérkőzések időpontjairól a hivatalos, 2008. január 16-i határidőig sem született megállapodás, a csoport összes mérkőzésének időpontját a Nemzetközi Labdarúgó-szövetség határozza meg számítógépes, véletlenszerű beosztással. A sorsolást 2008. január 30-án a XXXII. UEFA kongresszuson végezték el Zágrábban, Horvátországban.

## Tabella
| Hely. | Csapat              | M  | Gy | D | V | G+ | G– | Gk  | P  | Továbbjutás                         |     | Spanyolország | Bosznia-Hercegovina | Törökország | Belgium | Észtország | Örményország |
| ----- | ------------------- | -- | -- | - | - | -- | -- | --- | -- | ----------------------------------- | --- | ------------- | ------------------- | ----------- | ------- | ---------- | ------------ |
| 1.    | Spanyolország       | 10 | 10 | 0 | 0 | 28 | 5  | +23 | 30 | Kijutott a 2010-es világbajnokságra |     | —             | 1–0                 | 1–0         | 5–0     | 3–0        | 4–0          |
| 2.    | Bosznia-Hercegovina | 10 | 6  | 1 | 3 | 25 | 13 | +12 | 19 | Továbbjutott a második fordulóba    |     | 2–5           | —                   | 1–1         | 2–1     | 7–0        | 4–1          |
| 3.    | Törökország         | 10 | 4  | 3 | 3 | 13 | 10 | +3  | 15 |                                     |     | 1–2           | 2–1                 | —           | 1–1     | 4–2        | 2–0          |
| 4.    | Belgium             | 10 | 3  | 1 | 6 | 13 | 20 | −7  | 10 |                                     | 1–2 | 2–4           | 2–0                 | —           | 3–2     | 2–0        |              |
| 5.    | Észtország          | 10 | 2  | 2 | 6 | 9  | 24 | −15 | 8  |                                     | 0–3 | 0–2           | 0–0                 | 2–0         | —       | 1–0        |              |
| 6.    | Örményország        | 10 | 1  | 1 | 8 | 6  | 22 | −16 | 4  |                                     | 1–2 | 0–2           | 0–2                 | 2–1         | 2–2     | —          |              |

## Mérkőzések
| 2008. szeptember 6. 21:00 (UTC+5) |

| Örményország | 0–2               | Törökország           |
| ------------ | ----------------- | --------------------- |
|              | (0–0) Jegyzőkönyv | Şanlı 61' Şentürk 77' |

| Hrazdan Stadion, Jereván Nézőszám: 30 000 Játékvezető: Øvrebø (norvég) |

| 2008. szeptember 6. 20:45 (UTC+2) |

| Belgium                  | 3–2               | Észtország            |
| ------------------------ | ----------------- | --------------------- |
| Sonck 39' 81' Defour 75' | (1–0) Jegyzőkönyv | Zenjov 57' Oper 90+2' |

| Sclessin Stadion, Liège Nézőszám: 17 992 Játékvezető: Dean (angol) |

| 2008. szeptember 6. 22:00 (UTC+2) |

| Spanyolország | 1–0               | Bosznia-Hercegovina |
| ------------- | ----------------- | ------------------- |
| Villa 58'     | (0–0) Jegyzőkönyv |                     |

| La Condomina Stadion, Murcia Nézőszám: 29 152 Játékvezető: Thomson (skót) |

| 2008. szeptember 10. 21:00 (UTC+3) |

| Törökország              | 1–1               | Belgium   |
| ------------------------ | ----------------- | --------- |
| Belözoğlu 74' (11-esből) | (0–1) Jegyzőkönyv | Sonck 32' |

| Şükrü Saracoğlu Stadion, Isztambul Nézőszám: 34 097 Játékvezető: Lannoy (francia) |

| 2008. szeptember 10. 20:15 (UTC+2) |

| Bosznia-Hercegovina                                                       | 7–0               | Észtország |
| ------------------------------------------------------------------------- | ----------------- | ---------- |
| Misimović 24' 30' (11-esből) 56' Muslimović 59' Džeko 60' 72' Ibričić 88' | (2–0) Jegyzőkönyv |            |

| Bilino Polje, Zenica Nézőszám: 12 500 Játékvezető: Balaj (román) |

| 2008. szeptember 10. 22:00 (UTC+2) |

| Spanyolország                        | 4–0               | Örményország |
| ------------------------------------ | ----------------- | ------------ |
| Capdevila 7' Villa 16' 79' Senna 83' | (2–0) Jegyzőkönyv |              |

| Carlos Belmonte Stadion, Albacete Nézőszám: 16 996 Játékvezető: Asumaa (finn) |

| 2008. október 11. 21:00 (UTC+3) |

| Törökország          | 2–1               | Bosznia-Hercegovina |
| -------------------- | ----------------- | ------------------- |
| Turan 51' Erdinç 66' | (0–1) Jegyzőkönyv | Džeko 26'           |

| BJK İnönü Stadion, Isztambul Nézőszám: 23 628 Játékvezető: Kassai (magyar) |

| 2008. október 11. 20:45 (UTC+2) |

| Belgium                | 2–0               | Örményország |
| ---------------------- | ----------------- | ------------ |
| Sonck 21' Fellaini 37' | (2–0) Jegyzőkönyv |              |

| Baldvin király Stadion, Brüsszel Nézőszám: 20 949 Játékvezető: Rasmussen (dán) |

| 2008. október 11. 21:45 (UTC+3) |

| Észtország | 0–3               | Spanyolország                   |
| ---------- | ----------------- | ------------------------------- |
|            | (0–2) Jegyzőkönyv | Juanito 34' Villa 38' Puyol 69' |

| A. Le Coq Arena, Tallinn Nézőszám: 9 200 Játékvezető: Eriksson (svéd) |

| 2008. október 15. 20:15 (UTC+2) |

| Bosznia-Hercegovina                     | 4–1               | Örményország  |
| --------------------------------------- | ----------------- | ------------- |
| Spahić 31' Džeko 39' Muslimović 56' 89' | (2–0) Jegyzőkönyv | Minaszjan 85' |

| Bilino Polje, Zenica Nézőszám: 13 000 Játékvezető: Kenan (izraeli) |

| 2008. október 15. 21:30 (UTC+3) |

| Észtország | 0–0         | Törökország |
| ---------- | ----------- | ----------- |
|            | Jegyzőkönyv |             |

| A. Le Coq Arena, Tallinn Nézőszám: 6 500 Játékvezető: Małek (lengyel) |

| 2008. október 15. 20:45 (UTC+2) |

| Belgium  | 1–2               | Spanyolország         |
| -------- | ----------------- | --------------------- |
| Sonck 7' | (1–1) Jegyzőkönyv | Iniesta 36' Villa 88' |

| Baldvin király Stadion, Brüsszel Nézőszám: 45 888 Játékvezető: Øvrebø (norvég) |

| 2009. március 28. 20:00 (UTC+4) |

| Örményország               | 2–2               | Észtország               |
| -------------------------- | ----------------- | ------------------------ |
| Mhitarjan 33' Gazarjan 87' | (1–1) Jegyzőkönyv | Vassiljev 38' Zenjov 67' |

| Hanrapetakan Stadion, Jereván Nézőszám: 3 000 Játékvezető: Wilmes (luxemburgi) |

| 2009. március 28. 20:45 (UTC+1) |

| Belgium                          | 2–4               | Bosznia-Hercegovina                             |
| -------------------------------- | ----------------- | ----------------------------------------------- |
| Dembélé 66' Sonck 85' (11-esből) | (0–1) Jegyzőkönyv | Džeko 7' Jahić 75' Bajramović 77' Misimović 81' |

| Cristal Arena, Genk Nézőszám: 20 041 Játékvezető: Ivanov (orosz) |

| 2009. március 28. 22:00 (UTC+1) |

| Spanyolország | 1–0               | Törökország |
| ------------- | ----------------- | ----------- |
| Piqué 61'     | (0–0) Jegyzőkönyv |             |

| Santiago Bernabéu Stadion, Madrid Nézőszám: 73 820 Játékvezető: Busacca (svájci) |

| 2009. április 1. 18:00 (UTC+3) |

| Észtország | 1–0               | Örményország |
| ---------- | ----------------- | ------------ |
| Puri 83'   | (0–0) Jegyzőkönyv |              |

| A. Le Coq Arena, Tallinn Nézőszám: 5 200 Játékvezető: Zimmermann (svájci) |

| 2009. április 1. 21:00 (UTC+3) |

| Törökország | 1–2               | Spanyolország                          |
| ----------- | ----------------- | -------------------------------------- |
| Şentürk 26' | (1–0) Jegyzőkönyv | Xabi Alonso 63' (11-esből) Riera 90+2' |

| Ali Sami Yen Stadion, Isztambul Nézőszám: 19 617 Játékvezető: Riley (angol) |

| 2009. április 1. 20:45 (UTC+2) |

| Bosznia-Hercegovina | 2–1               | Belgium               |
| ------------------- | ----------------- | --------------------- |
| Džeko 12' 14'       | (2–0) Jegyzőkönyv | Witsel 61′ Swerts 88' |

| Bilino Polje, Zenica Nézőszám: 13 800 Játékvezető: Hriňák (szlovák) |

| 2009. szeptember 5. 20:00 (UTC+4) |

| Örményország | 0–2               | Bosznia-Hercegovina       |
| ------------ | ----------------- | ------------------------- |
|              | (0–1) Jegyzőkönyv | Ibričić 6' Muslimović 74' |

| Hanrapetakan Stadion, Jereván Nézőszám: 1 800 Játékvezető: Braamhaar (holland) |

| 2009. szeptember 5. 21:00 (UTC+3) |

| Törökország                        | 4–2               | Észtország                       |
| ---------------------------------- | ----------------- | -------------------------------- |
| Tuncay 29' 72' Sercan 37' Arda 62' | (2–1) Jegyzőkönyv | Voszkoboinikov 7' Vassziljev 52' |

| Kadir Has Stadion, Kayseri Nézőszám: 28 569 Játékvezető: Tommy Skjerven (norvég) |

| 2009. szeptember 5. 22:00 (UTC+2) |

| Spanyolország                         | 5–0               | Belgium |
| ------------------------------------- | ----------------- | ------- |
| Silva 41' 67' Villa 49' 85' Piqué 50' | (1–0) Jegyzőkönyv |         |

| Riazor Stadion, A Coruña Nézőszám: 30 441 Játékvezető: Layec (francia) |

| 2009. szeptember 9. 21:00 (UTC+5) |

| Örményország               | 2–1               | Belgium          |
| -------------------------- | ----------------- | ---------------- |
| Goharyan 23' Hovsepyan 50' | (1–0) Jegyzőkönyv | Van Buyten 90+2' |

| Hanrapetakan Stadion, Jereván Nézőszám: 2 300 Játékvezető: Krstevszki (macedón) |

| 2009. szeptember 9. 20:00 (UTC+2) |

| Bosznia-Hercegovina | 1–1               | Törökország |
| ------------------- | ----------------- | ----------- |
| Salihović 25'       | (1–1) Jegyzőkönyv | Emre B. 4'  |

| Bilino Polje, Zenica Nézőszám: 14 000 Játékvezető: Benquerença (portugál) |

| 2009. szeptember 9. 22:00 (UTC+2) |

| Spanyolország                       | 3–0               | Észtország |
| ----------------------------------- | ----------------- | ---------- |
| Fàbregas 33' Cazorla 82' Mata 90+2' | (2–0) Jegyzőkönyv |            |

| Romano Stadion, Mérida Nézőszám: 14 362 Játékvezető: Oriekhov (ukrán) |

| 2009. október 10. 21:00 (UTC+5) |

| Örményország   | 1–2               | Spanyolország                    |
| -------------- | ----------------- | -------------------------------- |
| Arzumanyan 58' | (0–1) Jegyzőkönyv | Fàbregas 33' Mata 64' (11-esből) |

| Hanrapetakan Stadion, Jereván Nézőszám: 10 500 Játékvezető: Jech (cseh) |

| 2009. október 10. 19:00 (UTC+3) |

| Észtország | 0–2               | Bosznia-Hercegovina    |
| ---------- | ----------------- | ---------------------- |
|            | (0–1) Jegyzőkönyv | Džeko 32' Ibišević 62' |

| A. Le Coq Arena, Tallinn Nézőszám: 6 450 Játékvezető: Rizzoli (olasz) |

| 2009. október 10. 20:45 (UTC+2) |

| Belgium       | 2–0               | Törökország |
| ------------- | ----------------- | ----------- |
| Mpenza 8' 84' | (1–0) Jegyzőkönyv |             |

| Baldvin király Stadion, Brüsszel Nézőszám: 30 131 Játékvezető: Trefoloni (olasz) |

| 2009. október 14. 20:00 (UTC+2) |

| Bosznia-Hercegovina       | 2–5               | Spanyolország                                |
| ------------------------- | ----------------- | -------------------------------------------- |
| Džeko 90' Misimović 90+2' | (0–2) Jegyzőkönyv | Piqué 13' Silva 14' Negredo 50' 55' Mata 89' |

| Bilino Polje, Zenica Nézőszám: 13 500 Játékvezető: Plautz (osztrák) |

| 2009. október 14. 21:00 (UTC+3) |

| Törökország                           | 2–0               | Örményország |
| ------------------------------------- | ----------------- | ------------ |
| Halil 16' Servet 28' Gülselam 3′, 33′ | (2–0) Jegyzőkönyv |              |

| Bursa Atatürk Stadion, Bursa Nézőszám: 16 200 Játékvezető: Hansson (svéd) |

| 2009. október 14. 21:30 (UTC+3) |

| Észtország                 | 2–0               | Belgium |
| -------------------------- | ----------------- | ------- |
| Piiroja 30' Vassziljev 67' | (1–0) Jegyzőkönyv |         |

| A. Le Coq Arena, Tallinn Nézőszám: 4 680 Játékvezető: Vollquartz (dán) |

## Góllövőlista
Alapvető sorrend: gólok száma (csökkenő); játszott percek (növekvő); országnév; játékosnév.
| Helyezés | Játékos                | Nemzet              | Gólok | Játszott percek | Percek / gól |
| -------- | ---------------------- | ------------------- | ----- | --------------- | ------------ |
| 1.       | Edin Džeko             | Bosznia-Hercegovina | 9     | 890'            | 98' 53"      |
| 2.       | David Villa            | Spanyolország       | 7     | 555'            | 79' 17"      |
| 3.       | Wesley Sonck           | Belgium             | 6     | 681'            | 113' 30"     |
| 4.       | Zvjezdan Misimović     | Bosznia-Hercegovina | 5     | 786'            | 157' 11"     |
| 5.       | Zlatan Muslimović      | Bosznia-Hercegovina | 4     | 228'            | 57'          |
| 6.       | Juan Manuel Mata       | Spanyolország       | 3     | 112'            | 37' 20"      |
| 7.       | David Silva            | Spanyolország       | 3     | 337'            | 112' 19"     |
| 8.       | Gerard Piqué           | Spanyolország       | 3     | 481'            | 160' 20"     |
| 9.       | Tuncay Şanlı           | Törökország         | 3     | 598'            | 199' 20"     |
| 10.      | Konstantin Vassiljev   | Észtország          | 3     | 806'            | 268' 40"     |
| 11.      | Alvaro Negredo         | Spanyolország       | 2     | 125'            | 62' 30"      |
| 12.      | Emile Mpenza           | Belgium             | 2     | 179'            | 89' 30"      |
| 13.      | Sergei Zenjov          | Észtország          | 2     | 226'            | 113'         |
| 14.      | Cesc Fabregas          | Spanyolország       | 2     | 355'            | 177' 30"     |
| 15.      | Semih Şentürk          | Törökország         | 2     | 445'            | 222' 30"     |
| 16.      | Senijad Ibričić        | Bosznia-Hercegovina | 2     | 511'            | 255' 30"     |
| 17.      | Emre Belözoğlu         | Törökország         | 2     | 612'            | 306'         |
| 18.      | Arda Turan             | Törökország         | 2     | 796'            | 398'         |
| 19.      | Gevorg Ghazaryan       | Örményország        | 1     | 45'             | 45'          |
| 20.      | Zlatan Bajramović      | Bosznia-Hercegovina | 1     | 75'             | 75'          |
| 21.      | Sercan Yildirim        | Törökország         | 1     | 134'            | 134'         |
| 22.      | Hovhannes Goharyan     | Örményország        | 1     | 180'            | 180'         |
| 23.      | Juanito                | Spanyolország       | 1     | 180'            | 180'         |
| 24.      | Mevlüt Erdinç          | Törökország         | 1     | 210'            | 210'         |
| 25.      | Albert Riera           | Spanyolország       | 1     | 215'            | 215'         |
| 26.      | Vahagn Minasyan        | Örményország        | 1     | 235'            | 235'         |
| 27.      | Sander Puri            | Észtország          | 1     | 283'            | 283'         |
| 28.      | Halil Altintop         | Törökország         | 1     | 312'            | 312'         |
| 29.      | Andres Oper            | Észtország          | 1     | 433'            | 433'         |
| 30.      | Andrés Iniesta         | Spanyolország       | 1     | 433'            | 433'         |
| 31.      | Vedad Ibisevic         | Bosznia-Hercegovina | 1     | 434'            | 434'         |
| 32.      | Daniel Van Buyten      | Belgium             | 1     | 450'            | 450'         |
| 33.      | Santi Cazorla          | Spanyolország       | 1     | 452'            | 452'         |
| 34.      | Henrih Mhitarján       | Örményország        | 1     | 455'            | 455'         |
| 35.      | Vladimir Voskoboinikov | Észtország          | 1     | 461'            | 461'         |
| 36.      | Steven Defour          | Belgium             | 1     | 520'            | 520'         |
| 37.      | Gill Swerts            | Belgium             | 1     | 526'            | 526'         |
| 38.      | Xabi Alonso            | Spanyolország       | 1     | 535'            | 535'         |
| 39.      | Sanel Jahić            | Bosznia-Hercegovina | 1     | 540'            | 540'         |
| 40.      | Carles Puyol           | Spanyolország       | 1     | 540'            | 540'         |
| 41.      | Marcos Senna           | Spanyolország       | 1     | 630'            | 630'         |
| 42.      | Raio Piiroja           | Észtország          | 1     | 647'            | 647'         |
| 43.      | Sejad Salihović        | Bosznia-Hercegovina | 1     | 703'            | 703'         |
| 44.      | Mousa Dembélé          | Belgium             | 1     | 720'            | 720'         |
| 45.      | Marouane Fellaini      | Belgium             | 1     | 720'            | 720'         |
| 46.      | Servet Cetin           | Törökország         | 1     | 720'            | 720'         |
| 47.      | Emir Spahić            | Bosznia-Hercegovina | 1     | 758'            | 758'         |
| 48.      | Joan Capdevila         | Spanyolország       | 1     | 810'            | 810'         |
| 49.      | Robert Arzumanyan      | Örményország        | 1     | 845'            | 845'         |
| 50.      | Sargis Hovsepyan       | Örményország        | 1     | 900'            | 900'         |

## Lapok
Alapvető sorrend: kiállítások száma (csökkenő); második sárga lap miatti kiállítások száma (csökkenő); sárga lapok száma (csökkenő); országnév; játékosnév.
| Játékos                | Nemzet              | kiállítva | sárga lap · 2. sárga lap · kiállítva | Sárga lap | Összesen |
| ---------------------- | ------------------- | --------- | ------------------------------------ | --------- | -------- |
| Axel Witsel            | Belgium             | 1         |                                      |           | 1        |
| Ceyhun Gülselam        | Törökország         |           | 1                                    | 1         | 2        |
| Carles Puyol           | Spanyolország       |           |                                      | 4         | 4        |
| Semih Şentürk          | Törökország         |           |                                      | 4         | 4        |
| Gill Swerts            | Belgium             |           |                                      | 3         | 3        |
| Zvjezdan Misimović     | Bosznia-Hercegovina |           |                                      | 3         | 3        |
| Emre Belözoğlu         | Törökország         |           |                                      | 3         | 3        |
| Marouane Fellaini      | Belgium             |           |                                      | 2         | 2        |
| Timmy Simons           | Belgium             |           |                                      | 2         | 2        |
| Thomas Vermaelen       | Belgium             |           |                                      | 2         | 2        |
| Senijad Ibričić        | Bosznia-Hercegovina |           |                                      | 2         | 2        |
| Miralem Pjanić         | Bosznia-Hercegovina |           |                                      | 2         | 2        |
| Ivan Radeljić          | Bosznia-Hercegovina |           |                                      | 2         | 2        |
| Nemanja Supić          | Bosznia-Hercegovina |           |                                      | 2         | 2        |
| Raio Piiroja           | Észtország          |           |                                      | 2         | 2        |
| Karen Aleksanyan       | Örményország        |           |                                      | 2         | 2        |
| Arman Karamyan         | Örményország        |           |                                      | 2         | 2        |
| Henrih Mhitarján       | Örményország        |           |                                      | 2         | 2        |
| Andrés Iniesta         | Spanyolország       |           |                                      | 2         | 2        |
| Arda Turan             | Törökország         |           |                                      | 2         | 2        |
| Mousa Dembélé          | Belgium             |           |                                      | 1         | 1        |
| Nicolas Lombaerts      | Belgium             |           |                                      | 1         | 1        |
| Emile Mpenza           | Belgium             |           |                                      | 1         | 1        |
| Gaby Mudingayi         | Belgium             |           |                                      | 1         | 1        |
| Wesley Sonck           | Belgium             |           |                                      | 1         | 1        |
| Stijn Stijnen          | Belgium             |           |                                      | 1         | 1        |
| Daniel Van Buyten      | Belgium             |           |                                      | 1         | 1        |
| Jan Vertonghen         | Belgium             |           |                                      | 1         | 1        |
| Zlatan Bajramovic      | Bosznia-Hercegovina |           |                                      | 1         | 1        |
| Džemal Berberović      | Bosznia-Hercegovina |           |                                      | 1         | 1        |
| Dario Damjanović       | Bosznia-Hercegovina |           |                                      | 1         | 1        |
| Sanel Jahić            | Bosznia-Hercegovina |           |                                      | 1         | 1        |
| Adnan Mravac           | Bosznia-Hercegovina |           |                                      | 1         | 1        |
| Samir Muratović        | Bosznia-Hercegovina |           |                                      | 1         | 1        |
| Safet Nadarević        | Bosznia-Hercegovina |           |                                      | 1         | 1        |
| Elvir Rahimic          | Bosznia-Hercegovina |           |                                      | 1         | 1        |
| Emir Spahić            | Bosznia-Hercegovina |           |                                      | 1         | 1        |
| Alo Bärengrub          | Észtország          |           |                                      | 1         | 1        |
| Aleksandr Dmitrijev    | Észtország          |           |                                      | 1         | 1        |
| Tarmo Kink             | Észtország          |           |                                      | 1         | 1        |
| Ragnar Klavan          | Észtország          |           |                                      | 1         | 1        |
| Sergei Pareiko         | Észtország          |           |                                      | 1         | 1        |
| Sander Puri            | Észtország          |           |                                      | 1         | 1        |
| Taavi Rahn             | Észtország          |           |                                      | 1         | 1        |
| Konstantin Vassiljev   | Észtország          |           |                                      | 1         | 1        |
| Vladimir Voskoboinikov | Észtország          |           |                                      | 1         | 1        |
| Martin Vunk            | Észtország          |           |                                      | 1         | 1        |
| Robert Arzumanyan      | Örményország        |           |                                      | 1         | 1        |
| Roman Berezovski       | Örményország        |           |                                      | 1         | 1        |
| Hovhannes Goharyan     | Örményország        |           |                                      | 1         | 1        |
| Sargis Hovsepyan       | Örményország        |           |                                      | 1         | 1        |
| Eguia Javrouian        | Örményország        |           |                                      | 1         | 1        |
| Artavazd Karamyan      | Örményország        |           |                                      | 1         | 1        |
| Gevorg Kasparov        | Örményország        |           |                                      | 1         | 1        |
| Romik Khachatryan      | Örményország        |           |                                      | 1         | 1        |
| Hamlet Mhitarján       | Örményország        |           |                                      | 1         | 1        |
| Hrayr Mkoyan           | Örményország        |           |                                      | 1         | 1        |
| Aghvan Mkrtchyan       | Örményország        |           |                                      | 1         | 1        |
| Levon Pachajyan        | Örményország        |           |                                      | 1         | 1        |
| Alexander Tadevosyan   | Örményország        |           |                                      | 1         | 1        |
| Sergio Busquets        | Spanyolország       |           |                                      | 1         | 1        |
| Cesc Fàbregas          | Spanyolország       |           |                                      | 1         | 1        |
| Andoni Iraola          | Spanyolország       |           |                                      | 1         | 1        |
| Carlos Marchena        | Spanyolország       |           |                                      | 1         | 1        |
| Sergio Ramos           | Spanyolország       |           |                                      | 1         | 1        |
| David Villa            | Spanyolország       |           |                                      | 1         | 1        |
| Xavi                   | Spanyolország       |           |                                      | 1         | 1        |
| Emre Aşık              | Törökország         |           |                                      | 1         | 1        |
| Gökhan Gönül           | Törökország         |           |                                      | 1         | 1        |
| Kâzım Kâzım            | Törökország         |           |                                      | 1         | 1        |
| Mehmet Topal           | Törökország         |           |                                      | 1         | 1        |
| İbrahim Üzülmez        | Törökország         |           |                                      | 1         | 1        |
| Gökhan Zan             | Törökország         |           |                                      | 1         | 1        |
| Összesen               | Összesen            | 1         | 1                                    | 97        | 99       |

## Nézőszámok
Az alábbi táblázat tartalmazza a csapatok otthoni mérkőzéseinek nézőszámait
Alapvető sorrend: átlagos nézőszám (csökkenő); országnév
| Csapat              | M | Összesen | Legalacsonyabb | Legmagasabb | Átlag  |
| ------------------- | - | -------- | -------------- | ----------- | ------ |
| Spanyolország       | 5 | 164 771  | 14 362         | 73 820      | 32 954 |
| Belgium             | 5 | 135 001  | 17 992         | 45 888      | 27 000 |
| Törökország         | 5 | 122 111  | 16 200         | 34 097      | 24 422 |
| Bosznia-Hercegovina | 5 | 66 800   | 12 500         | 14 000      | 13 360 |
| Örményország        | 5 | 47 600   | 1 800          | 30 000      | 9 520  |
| Észtország          | 5 | 32 030   | 4 680          | 9 200       | 6 406  |